# Emesis arminius
Emesis arminius är en fjärilsart som beskrevs av Fabricius 1793. Emesis arminius ingår i släktet Emesis och familjen Riodinidae. Inga underarter finns listade i Catalogue of Life.